# 波志田山合戦
波志田山合戦（はしたやま かっせん）は、治承・寿永の乱の中の戦いの一つ。「波志田山」の位置は富士北麓に想定されているが、正確な場所の比定は諸説あり不明である。

## 概要
『吾妻鏡』に拠れば、治承4年（1180年）4月9日、後白河法皇の子以仁王は東国の源氏諸氏に対して平家討伐の令旨を下し、令旨は伊豆の源頼朝をはじめ甲斐国、信濃国へも伝達される。伊豆の頼朝は同年8月に挙兵し伊豆・相模国の武士を率いて挙兵し、8月24日の相模石橋山（神奈川県小田原市）において平家方の大庭景親率いる軍勢に破れて敗退する。
12世紀初頭に甲斐へ土着した甲斐源氏は甲府盆地一帯に勢力を及ぼしており、工藤氏など頼朝に近い伊豆の武士と姻戚関係を持つ氏族もいれば、加賀美遠光の一族である秋山氏や小笠原氏、武田有義など在京して平家方に仕えている氏族も存在していた。
甲斐に所縁のある氏族のうち、工藤景光は頼朝の挙兵に賛同し一族の茂光・親光父子が頼朝のもとへ馳せ参じており、富士北麓の甲斐大原荘（富士吉田市、富士河口湖町）を領する加藤光員・景廉兄弟は石橋山合戦の後に富士山麓に潜伏している。頼朝は石橋山での敗退後に箱根山中に潜伏し、舅にあたる北条時政・義時父子を甲斐へ派遣することを企図しており（『吾妻鏡』）、頼朝は伊豆の武士と姻戚関係にある甲斐源氏の存在を意識していたと考えられている。
甲斐源氏の挙兵時期は不明だが、藤原忠親『山槐記』に拠れば石橋山合戦においては大庭景親旗下に甲斐源氏の一族である平井義直（冠者）が含まれており、頼朝の挙兵当初の甲斐源氏は旗幟を鮮明にしておらず、『吾妻鏡』に拠れば平家方は8月24日に甲斐への軍勢派遣、26日には三浦氏討伐を行っていることから、石橋山合戦直後の8月12日・22日段階で挙兵していたと考えられている。
『吾妻鏡』に拠れば、石橋山合戦の敗退が甲斐へ伝えられると、甲斐源氏の一族のうち安田義定を筆頭とする、工藤景光・行光、市川行房ら伊豆の頼朝と近い氏族が頼朝救援に向かっている。
また、平家方では大庭景親の弟である俣野景久が駿河国目代の橘遠茂とともに甲斐へ軍勢を派遣しており、両勢は8月25日に「波志田山」において衝突したという。俣野勢は富士北麓における宿泊中に襲撃を受けており、「波志田山」の位置は富士北麓の西湖と河口湖の間に位置する足和田山（富士河口湖町）などが考えられている。『吾妻鏡』では合戦は安田勢の強襲から、俣野軍の弓の弦が宿泊中に鼠によって食い破られ、応戦するものの逐電したという。
甲斐源氏は石橋山での頼朝敗退を知り甲斐へ退去したと考えられているが、『山槐記』では上野国新田荘（群馬県太田市）の下司である新田義重が平家方に近い領家藤原忠雅（忠雅は『山槐記』の著者忠親の兄）に対し書状を送り、甲斐源氏の棟梁武田信義を伊豆の頼朝に並ぶ反平家勢の存在として報じている。以降は新田義重も東国において独自の動きを見せており、波志田山における勝利が、甲斐源氏の存在が東国をはじめとする諸国において意識される契機になったと考えられている。
頼朝は8月28日に相模真鶴（神奈川県真鶴町）から安房国へ脱して再帰をはかり多くの東国武士を結集させていたが、甲斐源氏の武田信義、一条忠頼らは9月に入ると信濃国伊那郡へ出兵し、9月10日に大田切郷（長野県駒ヶ根市）の菅冠者平友則（信濃平氏笠原頼直の子）を討つと甲斐へ帰還し、9月14日には甲斐北西部に想定される「逸見山」において頼朝の使者北条時政を迎える。さらに9月24日には石和御厨（笛吹市石和町）において頼朝の使者土屋宗遠を迎え出陣を要請され、10月13日に武田信義を頭領とする甲斐源氏の一族は駿河へ出陣し、鉢田合戦や富士川合戦において平家方と戦う。